# Seznam dílů seriálu Kukačky
Toto je seznam dílů seriálu Kukačky. Český seriál Kukačky je vysílán od 8. ledna 2021 na stanici ČT1.

## Přehled řad
| Řada | Díly | Premiéra v ČR  | Premiéra v ČR  |
| Řada | Díly | První díl      | Poslední díl   |
| ---- | ---- | -------------- | -------------- |
| 1    | 13   | 8. ledna 2021  | 2. dubna 2021  |
| 2    | 13   | 20. ledna 2023 | 14. dubna 2023 |

## Seznam dílů

### První řada (2021)
| Č. v seriálu | Č. v řadě | Režie          | Scénář     | Datum premiéry  | Sledovanost (v mil., 15+) |
| ------------ | --------- | -------------- | ---------- | --------------- | ------------------------- |
| 1            | 1         | Biser Arichtev | Jan Coufal | 8. ledna 2021   | 1,581                     |
| 2            | 2         | Biser Arichtev | Jan Coufal | 15. ledna 2021  | 1,579                     |
| 3            | 3         | Biser Arichtev | Jan Coufal | 22. ledna 2021  | 1,590                     |
| 4            | 4         | Biser Arichtev | Jan Coufal | 29. ledna 2021  | 1,526                     |
| 5            | 5         | Biser Arichtev | Jan Coufal | 5. února 2021   | 1,581                     |
| 6            | 6         | Biser Arichtev | Jan Coufal | 12. února 2021  | 1,596                     |
| 7            | 7         | Biser Arichtev | Jan Coufal | 19. února 2021  | 1,550                     |
| 8            | 8         | Biser Arichtev | Jan Coufal | 26. února 2021  | 1,576                     |
| 9            | 9         | Biser Arichtev | Jan Coufal | 5. března 2021  | 1,591                     |
| 10           | 10        | Biser Arichtev | Jan Coufal | 12. března 2021 | 1,599                     |
| 11           | 11        | Biser Arichtev | Jan Coufal | 19. března 2021 | 1,590                     |
| 12           | 12        | Biser Arichtev | Jan Coufal | 26. března 2021 | 1,546                     |
| 13           | 13        | Biser Arichtev | Jan Coufal | 2. dubna 2021   | 1,557                     |

### Druhá řada (2023)
| Č. v seriálu | Č. v řadě | Režie          | Scénář     | Datum premiéry  | Sledovanost (v mil., 15+) |
| ------------ | --------- | -------------- | ---------- | --------------- | ------------------------- |
| 14           | 1         | Biser Arichtev | Jan Coufal | 20. ledna 2023  | 1,208                     |
| 15           | 2         | Biser Arichtev | Jan Coufal | 27. ledna 2023  | 1,102                     |
| 16           | 3         | Biser Arichtev | Jan Coufal | 3. února 2023   | 1,124                     |
| 17           | 4         | Biser Arichtev | Jan Coufal | 10. února 2023  | 1,123                     |
| 18           | 5         | Biser Arichtev | Jan Coufal | 17. února 2023  | 1,106                     |
| 19           | 6         | Biser Arichtev | Jan Coufal | 24. února 2023  | 1,079                     |
| 20           | 7         | Biser Arichtev | Jan Coufal | 3. března 2023  | 1,141                     |
| 21           | 8         | Biser Arichtev | Jan Coufal | 10. března 2023 | 1,073                     |
| 22           | 9         | Biser Arichtev | Jan Coufal | 17. března 2023 | 1,058                     |
| 23           | 10        | Biser Arichtev | Jan Coufal | 24. března 2023 | 1,027                     |
| 24           | 11        | Biser Arichtev | Jan Coufal | 31. března 2023 | 1,147                     |
| 25           | 12        | Biser Arichtev | Jan Coufal | 7. dubna 2023   | 1,003                     |
| 26           | 13        | Biser Arichtev | Jan Coufal | 14. dubna 2023  | 1,142                     |